# Саугструп, Магнус
Магнус Саугструп (дат. Magnus Saugstrup Jensen; род. 12 июля 1996, Ольборг, Северная Ютландия) — датский гандболист, выступает за гандбольный клуб «Магдебург» и сборную Дании по гандболу. Олимпийский чемпион 2024 года, трёхкратный чемпион мира 2021, 2023 и 2025 годов, призёр чемпионатов Европы 2022 и 2024 годов.

## Карьера

### Клубная
Магнус Саугструп начал играть в гандбол в своём родном городе в клубе «Nøvling IF». В 2014 году перешёл в датский клуб «Ольборг». 4 раза выигрывал чемпионат Дании: в 2017, 2019, 2020 и 2021 годах. Кроме того, в 2018 году выиграл Кубок Дании.
В сезоне 2021/2022 годов Магнус подписал трёхлетний контракт с немецким клубом «Магдебург». В этом клубе три сезона подряд выигрывал Суперкубок IHF: в 2021, 2022 и 2023 годах, Бундеслигу Германии в 2022 году и Лигу чемпионов ЕГФ в 2023 году.

### Международная карьера в сборной
В составе первой сборной Дании Саугструп дебютировал 7 апреля 2018 года в матче против Исландии.
На чемпионате мира 2021 года в Египте Лассе в составе сборной Дании выиграл золотую медаль. Вместе с Данией выиграл серебряную медаль на Олимпийских играх в Токио. На чемпионате Европы 2022 года стал бронзовым призёром. На чемпионате мира 2023 года стал двукратным чемпионом.
В 2024 году принял участие в чемпионате Европы, который состоялся в Германии и вместе со сборной стал серебряным призёром.
В августе 2024 года был включён в состав Дании на Олимпийский турнир по гандболу. Сборная Дании одержала уверенную победу на турнире, а игроки сборной стали Олимпийскими чемпионами.
В ноябре 2024 года, после ухода из сборной Никласа Ландина, Магнус стал капитаном национальной команды.
Принимал участие в играх чемпионата мира 2025 года, стал трёхкратным чемпионом в составе своей национальной сборной. 